# Rekuperator

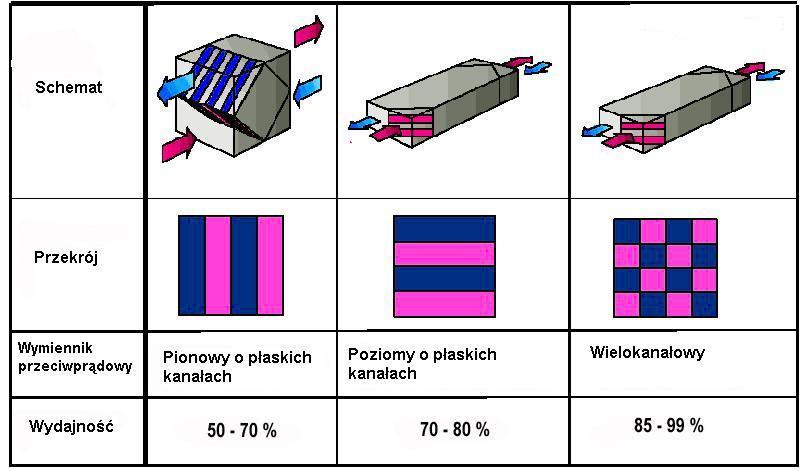
Schemat budowy rekuperatora

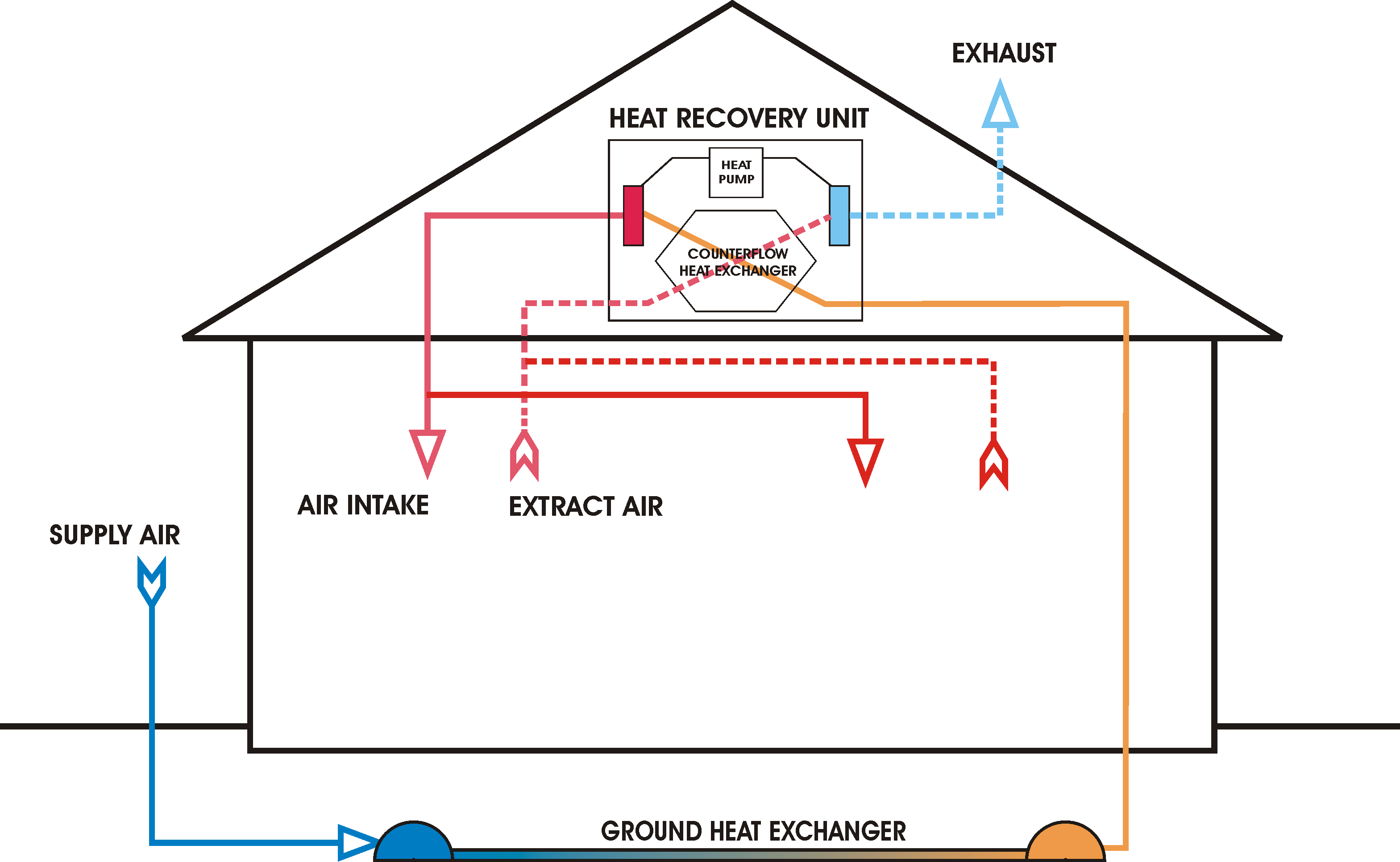
Schemat wentylacji mechanicznej z centralą z pompą ciepła typu powietrze-powietrze oraz płytowym gruntowym wymiennikiem ciepła

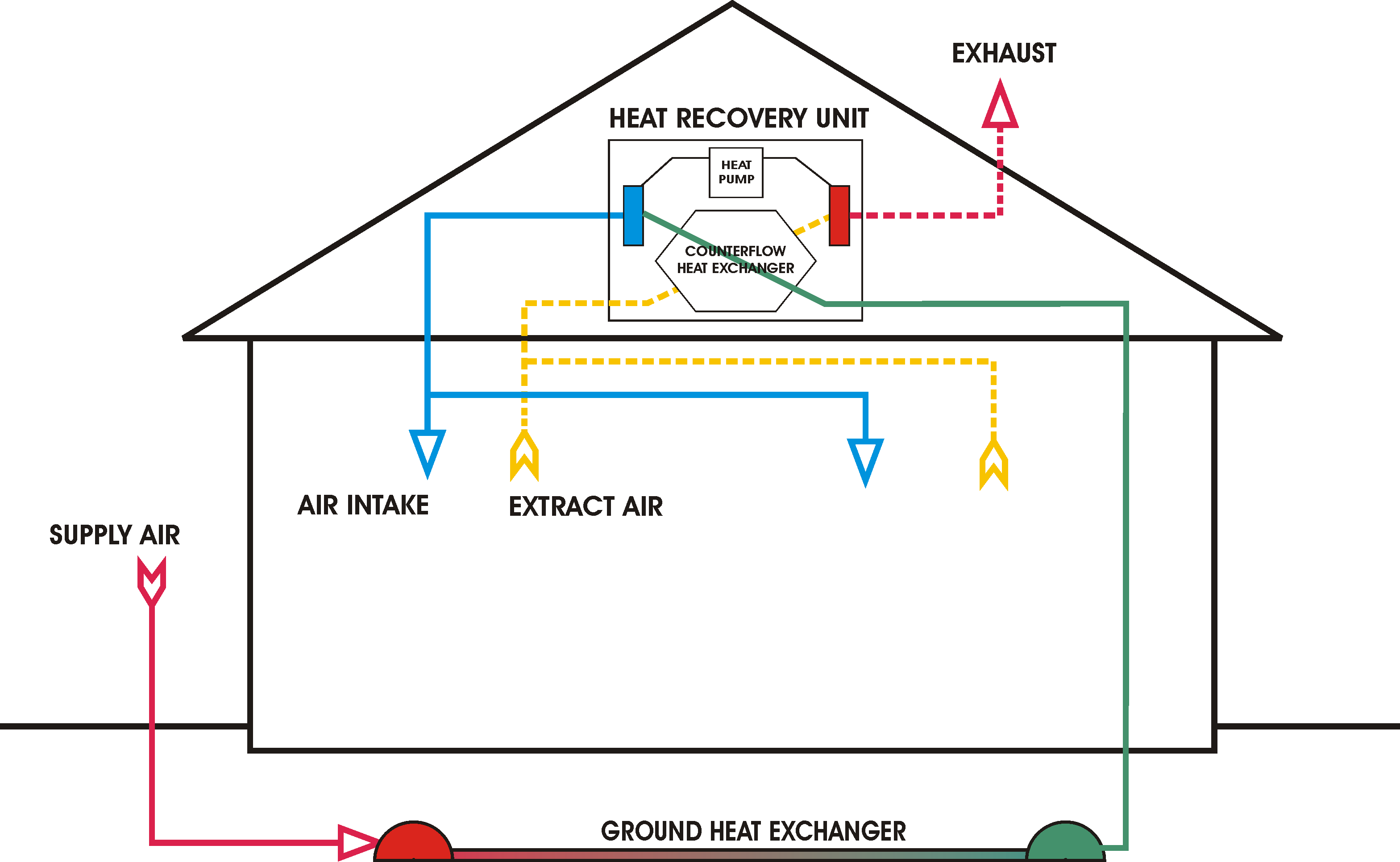
Schemat wentylacji mechanicznej z centralą z pompą ciepła typu powietrze-powietrze oraz płytowym gruntowym wymiennikiem ciepła – układ w trybie chłodzenia

Rekuperator – urządzenie stosowane w systemach wentylacyjnych, które umożliwia rekuperację (odzyskiwanie) ciepła z powietrza wywiewanego z budynku lub instalacji przemysłowej.
Rekuperator jest wymiennikiem ciepła. Do przekazania ciepła z wydmuchiwanego powietrza do nadmuchiwanego stosuje się różne konstrukcje rekuperatorów:
- z czynnikiem pośrednim (np. glikol albo freon):
  - z obiegiem samoczynnym w tym rurka ciepła,
  - z obiegiem wymuszonym także pompy ciepła
- rekuperatory przekazujące ciepło przez przegrodę płytową:
  - krzyżowe – Powietrze przepływa przez ustawione do siebie prostopadle kanały. W jednym przepływa ciepłe powietrze wywiewane z wewnątrz ogrzewając rząd kanałów z powietrzem z zewnętrza. Sprawność tego typu rekuperatora waha się od 50–70% odzysku ciepła, stosując jednak dwa wymienniki – szeregowo osiągnąć można sprawność do 90%
  - przeciwprądowe – Kanały powietrza ustawione są równolegle przez co strumień powietrza zimnego skierowany jest w przeciwnym kierunku do ciepłego. Sprawność tego typu rekuperatorów sięga nawet do 95% odzysku ciepła (przy stosowaniu wymienników przeciwprądowych o spiralnym kształcie kanałów)[2]

W niektórych instalacjach wentylacyjnych rekuperatory zastępuje się regeneratorami, zmieniającymi styczność z powietrzem wydmuchiwanym i wdmuchiwanym (np. wymienniki obrotowe). Dzięki temu uzyskuje się również możliwość odzyskiwania pary wodnej.
Rekuperacja umożliwia ograniczenie strat ciepła spowodowanych wentylacją budynku. Rekuperator umożliwia zmniejszenie o 80% energii potrzebnej do ogrzania nawiewanego powietrza.
Stosowanie rekuperacji w nowych obiektach budowlanych jest obowiązkowe w budynkach przeznaczonych na pobyt 100 lub więcej osób (20 m³/h na osobę) lub o wymianie powietrza w wentylacji mechanicznej powyżej 500 m³/h.
Dla podniesienia sprawności wentylacji mechanicznej z rekuperatorem podłącza się ją do gruntowego wymiennika ciepła, który latem chłodzi a zimą dogrzewa powietrze zasysane przez rekuperator. Istnieją systemy wentylacyjne gdzie stosuje się wielostopniowy odzysk ciepła. Oprócz GPWC (gruntowego powietrznego wymiennika ciepła) i rekuperatora występuje powietrzna pompa ciepła. Powietrze wywiewane oddaje ciepło w rekuperatorze oraz przy przejściu przez parowacz pompy ciepła. Powietrze kierowane do budynku odbiera ciepło od gruntu, następnie w rekuperatorze od powietrza wywiewanego oraz ze skraplacza pompy ciepła, której dolnym źródłem jest również powietrze wywiewane. W sezonie letnim istnieje możliwość odwrócenia obiegu pompy ciepła oraz zastosowanie bypassu powietrza wywiewanego w centrali wentylacyjnej (ominięcie rekuperatora). W tej sytuacji powietrze przepływające przez GPWC ochładza się, w rekuperatorze wymiana ciepła nie zachodzi i następnie ochładza się na parowaczu (w odwróconym obiegu freonu parowaczem jest skraplacz).